# Phera luciola
Phera luciola är en insektsart som först beskrevs av Victor Antoine Signoret 1855.  Phera luciola ingår i släktet Phera och familjen dvärgstritar. Inga underarter finns listade i Catalogue of Life.